# Pascal Simon
Pascal Simon (* 27. September 1956 in Mesnil-Saint-Loup, Département Aube) ist ein ehemaliger französischer Radrennfahrer. Er war von 1979 bis 1991 als Profi aktiv.

## Sportliche Laufbahn

### Anfänge bei den Amateuren
Pascal Simon wurde 1974 französischer Meister im Straßenrennen der Junioren.
Als Amateur gewann Simon 1977 eine Etappe des Circuit de Saône-et-Loire und die Gesamtwertung der Tour du Béarn. Außerdem war er auf der Isle of Man bei den Manx International TTT erfolgreich und belegte beim Manx International den zweiten Platz. 1978 gewann Pascal Simon erneut eine Etappe bei der Circuit de Saône-et-Loire und die Tour du Béarn sowie den Circuit des monts du Livradois, die Tour Alsace und Paris-Vailly.

### Anfänge bei den Profis
1979 wechselte Pascal Simon zu den Profis ins Team Peugeot-Esso-Michelin und konnte im ersten Jahr Platz 2 beim Circuit de l’Indre, Platz 5 der Tour du Haut-Var und Platz 9 der Tour du Limousin erreichen. Im Folgejahr konnte er neben dem Sieg bei Tour du Haut Var Platz 6  der Tour de Corse, Platz 15 bei Lüttich-Bastogne-Lüttich sowie Platz 28 bei der Tour de France erzielen. 1981 erreichte er Platz 4 bei Paris–Camembert, Platz 5 beim Critérium International sowie Platz 8 bei der Lombardei-Rundfahrt. 1982 konnte Simon zahlreiche gute Platzierungen bei Etappenrennen erzielen, wie Platz 2 bei der Tour de Corse, Platz 3 beim Critérium du Dauphiné Libéré und der Tour du Limousin, fünfte Plätze beim Clásico RCN und bei der Tour Midi-Pyrénées sowie Platz 8  der Tour de Romandie.

### Tour de France 1983
Als Vorbereitung auf die Tour de France belegte Simon 6. Plätze bei der Tour Midi-Pyrénées und der Tour de Romandie und holte einen Etappensieg und Platz 4 im Endklassement beim Critérium du Dauphiné Libéré. Zur Tour de France 1983 startete Simon zur Unterstützung seiner Kapitäne Phil Anderson und Robert Millar. Beim Sieg von Robert Millar auf der 10. Etappe von Pau nach Bagnères-de-Luchon belegte er den dritten Etappenrang und übernahm das Gelbe Trikot des Gesamtführenden. Bereits am nächsten Tag zog sich Simon bei einem Sturz, in welchen angeblich auch Bernard Bourreau verwickelt war, eine Fraktur des Schulterblattes zu. Er behauptete sich noch weitere Tage als Gesamtführender im Gelben Trikot und sein Vorsprung auf Laurent Fignon von über 4 Minuten schmolz bis zu 17. Etappe auf 40 Sekunden zusammen. Nach 96 km auf der 17. Etappe schied Simon im Gelben Trikot aus.

### 1984 bis Karriereende
Nach seiner Genesung seiner Verletzung startete Simon mit Platz 3 bei der Tour de Var, Platz 2 beim Criterium International sowie vierte Plätze bei der Tour de Romandie und beim Critérium du Dauphiné Libéré. Bei der Tour de France belegte er Platz 7 in der Gesamtwertung. 1985 startete Simon das erste und einzige Mal bei der Vuelta a España und belegte Platz 14. Bei der Tour de France erreichte er Platz 20 beim Sieg von Bernard Hinault. 1986 erwirkte er Platz 4 bei Paris-Nizza, Platz 6 beim Criterium International und Platz 13 bei der Tour de France. Im letzten Jahr bei Peugeot konnte er nur die Tour du Vaucluse vor Uwe Ampler gewinnen, belegte Platz 3 beim Criterium International und Platz 10 bei der Dauphiné Libéré. 1988 wechselte er in das Team von Cyrille Guimard und erzielte vierte Plätze bei Paris-Nizza, beim Criterium International, Platz 10 bei der Dauphiné Libéré und Platz 17 bei der Tour de France. 1989 konnte Simon keine nennenswerte Einzelerfolge erreichen, jedoch gewann er mit dem Team eine Etappe bei der Tour de France im Mannschaftszeitfahren und belegte Platz 2 beim Grand Prix de la Libération. In den nächsten folgenden Jahre konnte er kaum erwähnenswerte Ergebnisse vorweisen und beendete seine Profikarriere am Ende der Saison 1991.

## Familie
Pascal Simon hatte insgesamt fünf Brüder, von denen drei, Régis, Jérôme und François, ebenfalls als Radprofis aktiv waren. Interessant ist, dass er mit seinen Brüdern Jérôme und François gemeinsam in denselben Teams fuhr. Mit Jérôme von 1986 bis 1987 bei Peugeot und mit François von 1990 bis 1991 bei Castorama.

## Erfolge
1979
- Ronde de Montauroux

1980
- Tour du Haut Var

1981
- Gesamtwertung und zwei Etappen Tour de l’Avenir

1982
- eine Etappe Tour de France
- zwei Etappen Clásico RCN

1983
- eine Etappe Critérium du Dauphiné

1984
- Gesamtwertung und eine Etappe Tour Midi-Pyrénées

1986
- Tour du Haut Var

1987
- Tour du Vaucluse

1989
- eine Etappe MZF Tour de France

1991
- eine Etappe Tour du Limousin

## Wichtige Platzierungen
| Grand Tour            | 1979 | 1980 | 1981 | 1982 | 1983 | 1984 | 1985 | 1986 | 1987 | 1988 | 1989 | 1990 | 1991 |
| --------------------- | ---- | ---- | ---- | ---- | ---- | ---- | ---- | ---- | ---- | ---- | ---- | ---- | ---- |
| Vuelta a EspañaVuelta | –    | –    | –    | –    | –    | –    | 14   | –    | –    | –    | –    | –    | –    |
| Giro d’ItaliaGiro     | –    | –    | –    | –    | –    | –    | –    | –    | –    | –    | –    | 73   | –    |
| Tour de FranceTour    | –    | 28   | –    | 20   | DNF  | 7    | 20   | 13   | 53   | 17   | 13   | 35   | 57   |

| Monument                 | 1979 | 1980 | 1981 | 1982 | 1983 | 1984 | 1985 | 1986 | 1987 | 1988 | 1989 | 1990 | 1991 |
| ------------------------ | ---- | ---- | ---- | ---- | ---- | ---- | ---- | ---- | ---- | ---- | ---- | ---- | ---- |
| Lüttich–Bastogne–Lüttich | 16   | 15   | 20   | 20   | 16   | 14   | –    | 29   | 41   | 30   | –    | 83   | –    |
| Lombardei-Rundfahrt      | –    | 16   | 8    | 38   | –    | –    | 13   | –    | –    | –    | 44   | –    | –    |